# Juanjo Cañas
Juan José Cañas Gutiérrez (Rota, 17 de mayo de 1972) es un exfutbolista español que desarrolló casi toda su carrera deportiva en el Real Betis. Es el segundo jugador de la historia que más temporadas ha disputado en el Real Betis. Como capitán del equipo andaluz fue el encargado de levantar la copa del Rey de 2005.

## Trayectoria
Se formó en las categorías inferiores del Real Betis Balompié, comenzando a jugar con el primer equipo en la temporada 1991-92, su debut en primera división se produjo el 4 de septiembre de 1994 ante el Club deportivo Logroñés. Desde esa temporada se hizo un fijo del centro del campo bético. Permaneció quince temporadas en el Real Betis, en las que disputó 359 partidos y en los que marcó 19 goles. Es recordado por la afición como un jugador trabajador, sacrificado y seguro y de gran honestidad.
Al término de la temporada 2005-2006 fichó por el CD Alcalá, donde permaneció dos temporadas a muy buen nivel antes del final de su carrera deportiva, que fue precipitado por no poder evitar el descenso de este equipo a 3ª División en 2008. Su siguiente objetivo fue obtener el título de entrenador. 
Tras su retirada permaneció tres temporadas enrolado en la secretaría técnica del Real Betis Balompié, hasta su salida en 2010. Entonces pasó a formar parte del cuerpo técnico del Real Betis Balompié junto con Gabriel Humberto Calderón y Eduardo Anzarda. Actualmente, forma parte de la dirección deportiva del Real Betis Balompié a donde accedió con Lorenzo Serra Ferrer.

## Palmarés
| Título                 | Club       | País   | Año     |
| ---------------------- | ---------- | ------ | ------- |
| Copa del Rey de Fútbol | Real Betis | España | 2004-05 |